# مكدونالد تايلور
مكدونالد تايلور (بالإنجليزية: MacDonald Taylor)‏ (27 أغسطس 1957 ببورت أوف سبين في ترينيداد وتوباغو - ) هو لاعب كرة قدم أمريكي في مركز الدفاع. شارك مع منتخب الجزر العذراء الأمريكية لكرة القدم.

## وصلات خارجية
- مكدونالد تايلور على موقع الاتحاد الدولي (مؤرشف)  (الإنجليزية)
- مكدونالد تايلور على موقع قاعدة بيانات كرة القدم.إي يو (الإنجليزية)
- مكدونالد تايلور على موقع ناشيونال فوتبول تيمز (الإنجليزية)